# Елм Сентер (Њујорк)
Елм Сентер (енгл. Elma Center) насељено је место без административног статуса у америчкој савезној држави Њујорк.

## Демографија
По попису из 2010. године број становника је 2.571, што је 80 (3,2%) становника више него 2000. године.
| Група             | 2000.         | 2010.         |
| Белци             | 2.456 (98,6%) | 2.538 (98,7%) |
| Афроамериканци    | 1 (0,0%)      | 4 (0,2%)      |
| Азијати           | 9 (0,4%)      | 8 (0,3%)      |
| Хиспаноамериканци | 13 (0,5%)     | 14 (0,5%)     |
| Укупно            | 2.491         | 2.571         |